# La Costera (Puzol)

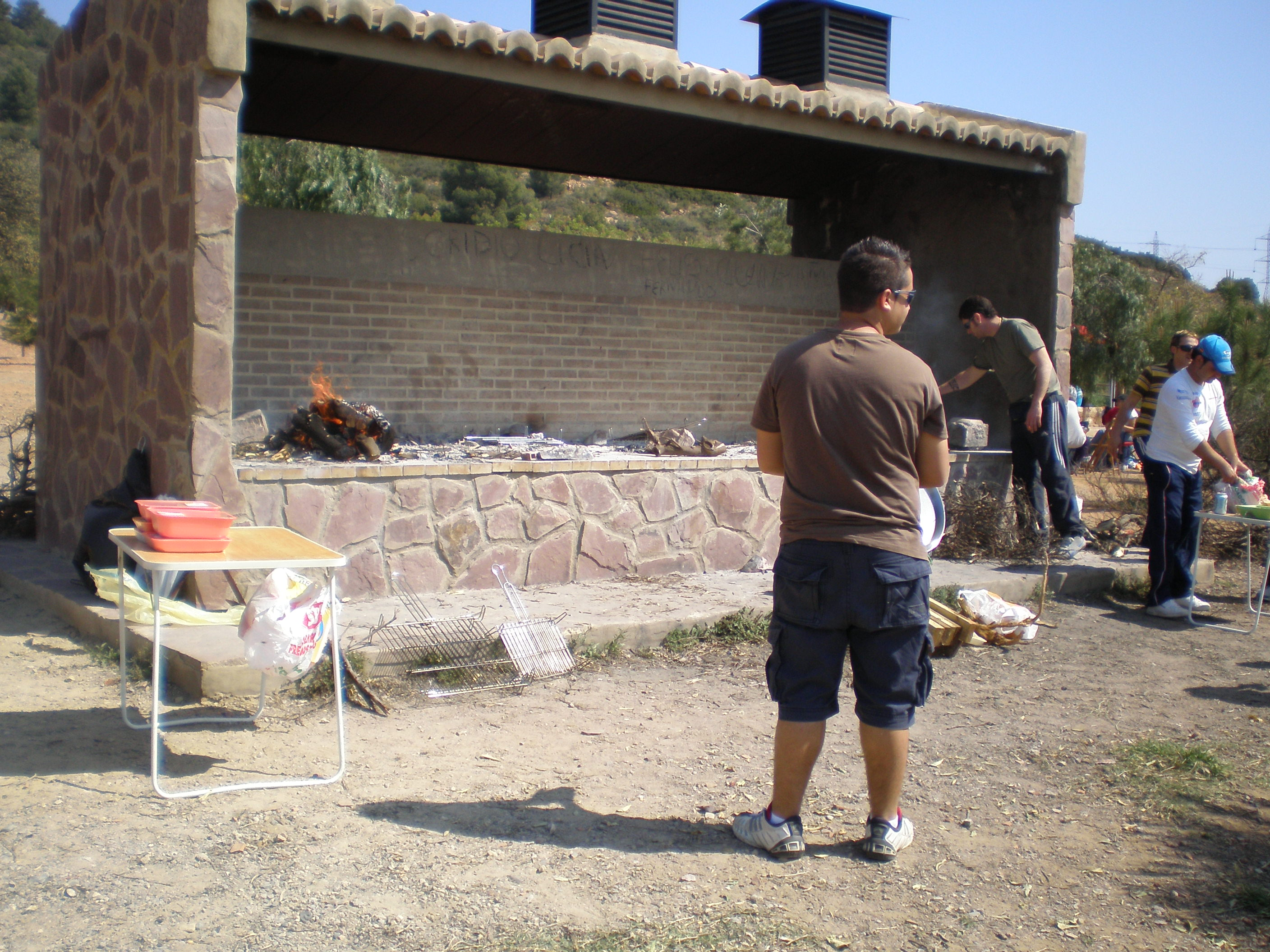
La Costera

El Paraje Natural Municipal La Costera, con una superficie de 49,22 ha, se localiza en el término municipal de Puzol en la provincia de Valencia. El Paraje Natural Municipal se sitúa al norte del municipio y a 1,5 km de la población, y es de titularidad municipal.
El cerro de La Costera, con sus 162 metros de cota máxima, constituye una de las primeras estribaciones de la Sierra Calderona, situándose muy cercano a la línea de costa. El cerro está formado por materiales del Triásico, concretamente, por areniscas de la facies Bundsandstein, que reciben vulgarmente el nombre de rodenos.
El paraje alberga una vegetación formada, principalmente, por matorral arbustivo, formando una típica garriga mediterránea, acompañada de pinos que forman un estrato arbóreo muy claro e irregularmente distribuido. También aparecen pequeños grupos de carrascas, algarrobos y olivos. Las actuaciones de restauración realizadas y la propia intención de proteger el paraje tienen como objetivo la recuperación de las comunidades vegetales propias de este territorio.
- Fue declarado Paraje Natural Municipal por Acuerdo del Consejo de la Generalidad Valenciana de fecha 23 de septiembre de 2005. (En este artículo se recoge texto del acuerdo (enlace roto disponible en Internet Archive; véase el historial, la primera versión y la última).).